# DCOP
DCOP (o Desktop COmmunication Protocol, ‘protocolo de comunicación de escritorio’) es un sistema de comunicación ligero entre procesos y componentes software. El principal fin de este sistema es permitir la interoperación de aplicaciones y compartir tareas complejas entre estas. Esencialmente, DCOP es un sistema de control remoto, que permite a una aplicación o script solicitar ayuda de otras aplicaciones.

## Utilidad
El uso de DCOP añade nuevas capacidades muy extensas sin el requerimiento de escribir aplicaciones completamente nuevas, como quizá fuese en otro caso. Las aplicaciones KDE y las bibliotecas del mismo entorno de escritorio hacen un uso intensivo de este sistema y la mayoría de las aplicaciones KDE pueden ser controladas mediante scripts a través del mismo protocolo.
En sistemas KDE modernos, cada aplicación tiene un conjunto básico de interfaces DCOP, incluso si el programador de la aplicación no lo ha codificado de manera explícita. Por ejemplo, cada aplicación admite automáticamente la orden quit, que al ser llamada cierra la aplicación.
Hay una herramienta de consola llamada dcop (nótese las letras minúsculas) que puede usarse para comunicación con las aplicaciones desde línea de órdenes. kdcop es una aplicación con interfaz gráfica para explorar las interfaces DCOP de una aplicación.
DCOP ha sido sustituido por D-BUS a partir de KDE 4.